# 이재연 (배우)
이재연(1970년 2월 10일 ~ )은 대한민국의 배우이다.

## 생애
1988년 동국대학교 연극영화학과에 입학하였고 이어 같은 해 연극배우 데뷔한 그는 이듬해 1989년 영화 《달리는 도시》의 조연으로 영화배우 데뷔하였으며 동시에 이 작품으로 영화 스크립터 감독 데뷔하였고 1993년 KBS 한국방송공사 15기 공채 탤런트로 정식 데뷔하였다.

## 주요 경력
- 짐 잉글리쉬 CEO 대표 (2016년 이후 현재)

## 학력
- 동국대학교 연극영화학과 학사
- 동국대학교 문화예술대학원 예술학 석사
- 경기대학교 대학원 대체의학과 의공학 석사
- 한국기술교육대학교 테크노인력개발대학원 인력개발학과 공학박사

## 출연작

### 텔레비전 드라마
- 1994년 KBS 《한명회》
- 1995년 KBS 《서궁》 배역: 정원군
- 1996년 KBS 《찬란한 여명》1인 3역
- 1997년 KBS 《용의 눈물》
- 1998년 MBC 《내일을 향해 쏴라》
- 1999년 KBS 《왕과 비》
- 2001년 KBS 가정의 달 특집 드라마 《꿈꾸는 가족》
- 2001년 KBS 《태조 왕건》 배역: 이영 역, 최승우의 집사 역(중복)
- 2001년 KBS 《명성황후》
- 2002년 KBS 《제국의 아침》 배역: 이몽유
- 2003년 KBS 《장희빈》
- 2003년 KBS 《무인시대》
- 2003년 SBS 《왕의 여자》 배역: 가토 기요마사
- 2005년 KBS 《불멸의 이순신》
- 2006년 KBS 《서울 1945》
- 2007년 KBS 《산 너머 남촌에는》 배역: 남자 간호사
- 2010년 KBS 《근초고왕》 배역: 사충선
- 2012년 KBS 《별도 달도 따줄께》 배역: 정팀장
- 2015년 KBS 《가족을 지켜라》